# Der Richter und der Mörder
Der Richter und der Mörder ist ein französischer Kriminalfilm von Bertrand Tavernier aus dem Jahr 1976. Der Film beruht auf Ereignissen, die sich tatsächlich zugetragen haben.

## Handlung
Frankreich im Jahr 1893: Joseph Bouvier wird als Sergeant aufgrund mentaler Probleme aus der Armee entlassen. Er soll sich ausruhen, rät man ihm. Sein Herz hängt an der jungen Louise, die eine Heirat jedoch ablehnt. Er folgt ihr gegen ihren Willen auch in den Gottesdienst. Er versucht auch ihre Mutter zu überreden, dass Louise seine Frau werde, doch diese überlässt die Entscheidung ihrer Tochter. Wenn er Louise nicht haben könne, schlägt Bouvier am Ende sogar vor, an deren Stelle ihre 16-jährige Schwester zu ehelichen. Doch auch dies wird abgelehnt. Als Louise ihm auf seine Bitte hin alle Briefe zurückgibt, schießt er auf sie und versucht sich dann selbst zu richten. Beide überleben, Bouvier mit zwei Kugeln im Kopf, da er eine Operation verweigert. Er wird in eine Irrenanstalt in Dole eingeliefert, wo man ihn nicht behandeln kann. Bouvier schimpft öffentlich auf die Reichen und propagiert die Anarchie. Nach einer Weile wird er entlassen, da sich niemand für ihn zuständig fühlt und keiner für ihn bezahlt. Doch an seine frühere Arbeitsstelle in einer Kirche darf er nicht zurück und so beginnt er, das Land zu durchstreifen.
Zwei Jahre vergehen, in denen Frankreich von einer Mordserie an jungen Frauen und Männern erschüttert wird. Sie waren meist Schäfer und wurden vom Täter brutal ermordet sowie teils vergewaltigt. Richter Émile Rousseau verfolgt die Spur des Täters seit langem und erwartet ihn in seinem Gerichtsbezirk. Er hofft, durch die Festnahme des Mörders gesellschaftlich aufsteigen zu können. Als Morde in seiner Gegend geschehen, lässt er aufgrund von Zeugenaussagen wahllos Landstreicher festnehmen, die sich als unschuldig erweisen. Bouvier wird schließlich bei einem neuerlichen Mordversuch gestellt und festgenommen. Er bekennt sich nicht schuldig und Rousseau hält ihn drei Monate in Haft in der Hoffnung, von ihm ein Geständnis zu erhalten. Mit einem Trick bringt Rousseau ihn dazu, ihm seinen Wanderweg in den letzten Jahren auf einer Karte nachzuzeichnen. Bouvier, der Vertrauen zu Rousseau gefasst hat, ist dabei auf den Spuren des Mörders gewandelt und wird vom Richter nun der Morde bezichtigt. Tatsächlich schreibt Bouvier ihm in einem Brief, dass er die Taten begangen hat, doch sind die Zeilen zu vage, um vor Gericht als Geständnis durchgehen zu können. Bouvier besteht auf einem Handel mit Rousseau: Er will seinen Geständnisbrief teilweise mit seinem Porträtfoto in drei Zeitungen sehen, bevor er dem Richter die notwendigen Details verrät. Rousseau geht darauf ein. Nachdem die Zeitungen Bouvier als Hochstapler bezeichnet haben, führt er den Richter und andere zu einer weiteren Leiche, um seine Täterschaft zu beweisen.
Immer wieder inszeniert sich Bouvier in der Folge als Opfer, so seien die Ärzte in der Anstalt Dole schuldig, weil sie ihn freigelassen haben. Zudem sei er in der Jugend von einem tollwütigen Hund gebissen worden, weswegen er irre geworden sei und die Taten im Wahn begangen habe. Rousseau jedoch weiß, dass seine Reputation von der Verurteilung Bouviers abhängt, zumal er den Bouvier-Prozess genauso groß wie den Dreyfus-Prozess sehen will. Ein Arzt untersucht Bouvier und bescheinigt ihm geistige Gesundheit. Eine Untersuchung durch andere Ärzte, die Bouviers Fall überprüfen und so weitere ähnliche Fälle verhindern wollen, untersagt Rousseau. Sein Freund, der frühere Anwalt Villedieu, äußert Zweifel an der Zurechnungsfähigkeit Bouviers, der am Ende nur aufgrund seiner sozialen Stellung verurteilt werde. Bouvier wird schließlich als voll zurechnungsfähig zum Tode verurteilt. Villedieu nimmt sich das Leben. Erst nach Bouviers Tod werden Zweifel an dessen Zurechnungsfähigkeit laut, zumal sein Gehirn Anomalien aufwies. Rousseau wird nicht ausgezeichnet, vielmehr fällt er in Ungnade. Vor allem die Arbeiter, die für den Sozialismus eintreten, wenden sich scharf gegen ihn. Der Abspann konstatiert, dass Bouvier zwischen 1893 und 1898 zwölf Kinder getötet habe, in derselben Zeit jedoch mehr als 2.500 Kinder in den Minen und Seidenfabriken Frankreichs umgekommen seien.

## Produktion
Der Richter und der Mörder beruht auf der wahren Geschichte des Serienmörders Joseph Vacher. Der Film wurde hauptsächlich im Département Ardèche, darunter in Privas, gedreht. Die Kostüme schuf Jacqueline Moreau, die Filmbauten stammten von Antoine Roman. Nach Der Uhrmacher von St. Paul und Wenn das Fest beginnt … war es der dritte Langfilm, bei dem Bertrand Tavernier allein Regie führte.
Der Film kam am 10. März 1976 in die französischen Kinos und wurde am 15. April 1977 im ZDF erstmals im deutschen Fernsehen gezeigt.

## Synchronisation
| Rolle               | Darsteller         | Synchronsprecher  |
| ------------------- | ------------------ | ----------------- |
| Richter Rousseau    | Philippe Noiret    | Paul Edwin Roth   |
| Sgt. Joseph Bouvier | Michel Galabru     | Michael Chevalier |
| Rose                | Isabelle Huppert   | Heidi Schaffrath  |
| Villedieu           | Jean-Claude Brialy | Claus Wilcke      |
| Madame Rousseau     | Renee Faure        | Gisela Trowe      |
| Louise              | Cécile Vassort     | Heidi Berndt      |

## Kritik
Für den film-dienst war Der Richter und der Mörder eine „Mischung aus Kriminalfilm und Psychodrama mit hervorragenden Darstellern.“ „Von Michel Galabru ist der Wahnsinn, der Bouvier treibt, in überzeugend irren Mienen und Bewegungen umgesetzt“, befand arte und zeigte sich von den „strahlenden Landschaftsaufnahmen von den grünen Hügeln der Ardèches in Südfrankreich“ beeindruckt. Für Cinema war der Film ein „abgründig, klug und überragend gespielt[es]“ „subversive[s] Kriminaldrama“.

## Auszeichnungen
Der Richter und der Mörder wurde 1977 mit drei Césars in den Kategorien Bester Hauptdarsteller (Michel Galabru), Bestes Drehbuch (Jean Aurenche, Bertrand Tavernier) und Beste Filmmusik (Philippe Sarde) ausgezeichnet. Zudem erhielt er drei weitere César-Nominierungen in den Kategorien Bester Film (Bertrand Tavernier), Beste Regie (Bertrand Tavernier) und Bester Nebendarsteller (Jean-Claude Brialy).